# 丁謙 (清朝)
丁謙（1843年—1919年），字益甫。浙江仁和（今杭州市）人。地理學家。
同治四年（1865年）舉人。清光绪七年（1881年）任汤溪县教谕，不久改任象山县教谕，居象山二十餘年。中法戰爭期间，因功受赏五品衔。升任处州府教谕，以年老未就。著有《蓬莱轩地理学丛书》。